# Família Pappenheimer

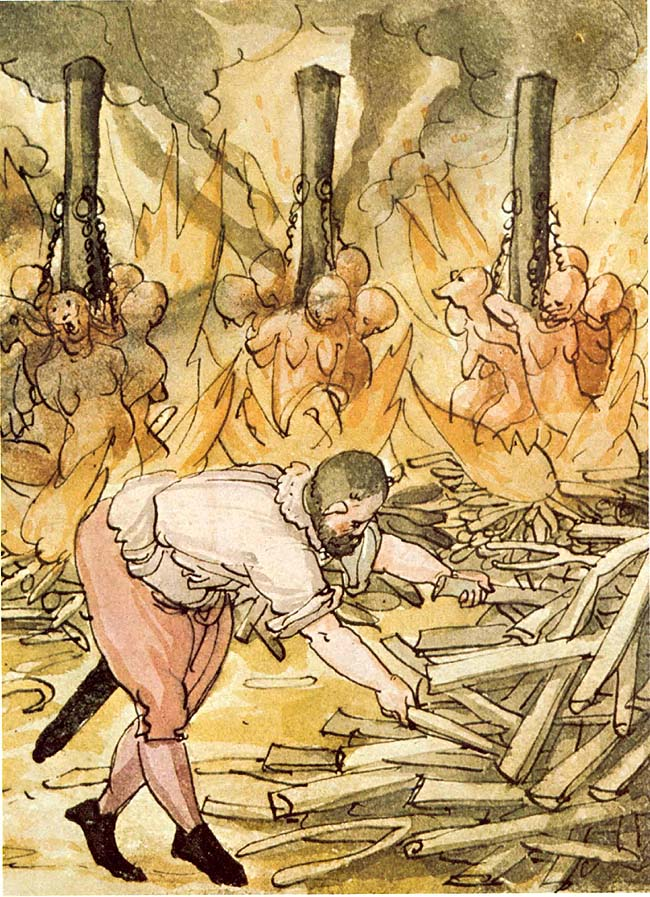
Ilustração de 1587 mostrando a execução na fogueira de pessoas acusadas de bruxaria

Família Pappenheimer foi uma família julgada e executada por bruxaria na Baviera, Alemanha. Seu julgamento e execução em 1600 são considerados como um dos piores ocorridos na Europa, e o caso, incomumente bem documentado, é tomado como um exemplo das torturas e mortes ocorridas durante a caça às bruxas na Idade Moderna.

## Perspectiva geral
A família era composta pelo pai Paulus, a mãe Anna, os filhos Gumpprecht e Jacob (em certos relatos chamado de Michel), e o caçula Hoel (ou Hansel), de dez anos. Eles pertenciam à classe mais baixa da sociedade germânica, e eram originalmente pedintes da Suábia. Pappenheimer era uma alcunha, sendo o sobrenome verdadeiro Pämb ou Gämperle.

## O julgamento
Eles foram entregues por um assaltante detido, e presos no meio da noite. Levados para a cadeia, foram acusados de cumplicidade no roubo e assassinato de uma grávida com a intenção de fabricar velas a partir de seu feto não-batizado. Sob ordem de Maximiliano I, Eleitor da Baviera, eles foram levados a Munique onde, expostos a intensa tortura, acabaram por admitir a autoria de tudo o que foram acusados. A família foi responsabilizada por diversos crimes relacionados à feitiçaria, confessando atos como voar em uma tábua de madeira para encontrar o demônio, fazer sexo com o demônio e assassinato de crianças para produzir um pó demoníaco com suas mãos e pomadas com seus corpos, entre vários outros. Eles acabaram por entregar os nomes de mais de quatrocentos supostos cúmplices; em determinadas ocasiões, a tortura era tão dolorosa que eles mencionaram noventa e nove nomes ao mesmo tempo para que as agressões cessassem.

## A execução
Os pais e os dois filhos mais velhos foram condenados a serem executados juntos com dois outros homens. Eles foram descarnados seis vezes cada com ferros em brasas, com os seios arrancados de Anna esfregados nos rostos de seus filhos adultos; os ossos dos homens foram quebrados, o pai foi submetido ao empalamento em uma lança e, finalmente, todos foram queimados vivos em uma fogueira. Tudo isso aconteceu na frente de Hoel, o filho mais novo, condenado a testemunhar a execução de sua família; ele fora trazido junto com o xerife, que deveria registrar as reações da criança. Em dezembro de 1600, mais seis pessoas foram queimadas em fogueiras em Munique, dentre elas Hoel.